# Neritoidea
Neritoidea  Rafinesque, 1815 è una superfamiglia di molluschi gasteropodi della sottoclasse Neritimorpha.

## Descrizione
I Neritoidea costituiscono la maggior parte delle specie marine, salmastre e d'acqua dolce esistenti della sottoclasse Neritimorpha. Di questi la famiglia più numerosa è quella dei Neritidae. La maggior parte dei rappresentanti di questo taxon hanno gusci solidi con strati calcitici esterni e aragonitici interni. Il labbro interno di solito forma un grande callo che copre più o meno la base e il suo bordo columellare porta comunemente denti e pieghe. L'opercolo è calcareo e di solito ha una sporgenza simile a un piolo che si inserisce nel muscolo della conchiglia. La protoconca di tutte le specie con larva planctotrofica è di forma arrotondata. Le pareti interne della protoconca vengono riassorbite e anche le pareti interne della maggior parte della teleoconca vengono solitamente sciolte.
La Neritoidea comprende generi marini come Nerita, generi marini e d'acqua dolce come Neritina e generi d'acqua dolce e salmastra come Theodoxus.
Secondo alcuni studiosi l'origine dei Neritoidea potrebbe risalire al tardo Paleozoico o l'inizio del Triassico a seguito di una mutazione avvenuta nei Neritopsidae in cui le pareti interne di protoconca e teleoconca furono sciolte dando origine alla Neritoidea.

## Tassonomia
La superfamiglia contiene otto famiglie di cui sei estinte:
- Famiglia  † Cortinellidae Bandel, 2000
- Famiglia  † Neridomidae Bandel, 2008
- Famiglia  † Neritariidae Wenz, 1938
- Famiglia Neritidae Rafinesque, 1815
- Famiglia  † Otostomidae Bandel, 2008
- Famiglia  † Parvulatopsida e Gründel, Keupp & Lang, 2015
- Famiglia Phenacolepadidae Pilsbry, 1895
- Famiglia † Pileolidae Bandel, Gründel & P. A. Maxwell, 2000